# Guldager (plaats)
Guldager, ook wel Guldager Stationsby, is een plaats in de Deense regio Zuid-Denemarken, gemeente Esbjerg, en telt 727 inwoners (2007).

## Geboren
- Jens Jørn Bertelsen (1952), Deens voetballer